# ひみつ戦隊メタモルV
『ひみつ戦隊メタモルV』（ひみつせんたいメタモルファイブ）は、毎日コミュニケーションズより1998年に発売されたアドベンチャーゲーム。4月28日にセガサターン版、10月15日に『ひみつ戦隊メタモルVデラックス』のタイトルでPlayStation版が発売された。2009年5月27日にはPS版がゲームアーカイブスで配信開始された。遠藤正二朗による制作。

## あらすじ
春うららかな四月の新学期。新条咲慧はかもめ第三小学校に転校してきた。転校初日早々、ナースのコスプレをした女性（くるみ）と遭遇する。その後、学校の校庭に現れたアドニス帝国のダンディ男爵との戦闘に巻き込まれ、保険の大紋字先生こと宇宙刑事シャトナーから代理刑事メタモルVのリーダー、二代目メタモルレッドとして任命されてしまう。

## 登場キャラクター

### 宇宙刑事
新条咲慧/メタモルレッド声 - 大谷育江
本作の主人公。小学四年生。かもめ第三小学校でのクラスは三組。得意な科目は社会科。性格は基本的に明るいリーダータイプだが、ALISシステム（選択肢）よって弱気、強気、冷静な態度を見せる。よって気分屋と言える。転校初日、アドニス帝国のダンディ男爵との戦闘に巻き込まれ、その場で大紋寺長官に2代目メタモルレッド兼メタモルVのリーダーとして任命される。カラード特性は「赤」であり、希少。
成長（変身）後は天使とバレリーナを掛け合わせたような姿になる。成長（変身）すると「エンジェルソード」による剣の技「必殺 白鳥の湖」などを使うようになる。メンバー加入は最後発だがリーダーとして任命していることについては、レッド特性による才能評価が重点的であるため。5人が揃った時の必殺技「カラードジェネシス」では砲手を務め、4人のエネルギーを背中に受けるため負担が大きい。
佐山捺紀/メタモルブルー声 - 冬馬由美
咲慧のクラスメートで、メタモルVサブリーダー。冷静でボーイッシュなボク少女。考えすぎて心配性な一面がある。麗子とは家が隣同士で仲が良く、呼び捨てで呼び合う仲。カラード特性は「青」。以前の戦いで先代メタモルレッドを負傷引退させてしまったため、責任を感じてメタモルを休職していたが、2話で説得に応じて復帰する。
成長（変身）後は褐色の肌と肩に回転灯を付けた婦警のような姿になる。武器は「サーベルガン」でエネルギー弾の発射と剣の攻撃をする。決め台詞は「冷たい格子があなたを待っているわ」
友恵もえ子/メタモルイエロー声 - 根谷美智子
咲慧のクラスメートで、内気な少女。常におどおどしたような態度を取り、弱気。選択肢で弱気を選ぶと協調する事が多い。仲間に対しての想いは人一倍強い。好物はカレーパン。頭はあまり良くないようで、第3話や特別編では宿題に追われている。個別エンディングでは宿題を忘れがちな理由の一端が判明する。カラード特性は「黄色」。
成長（変身）後はバニーガールのような姿になり、性格も軽くなる。これは彼女本人の「変身願望」そのものである。武器はウサギのマークが付いた「巨大ハリセン」。
南百合麗子/メタモルブラック声 - 中村尚子
咲慧のクラスメートで、おっとりとしたお嬢様。お人好しで丁寧な性格であるが、渉外担当などとして自分に役回りが押し付けられることにはストレスを溜めている。特別編でUFOマニアであることが判明した。カラード特性は「黒」。
成長（変身）後は灰色の肌と髪の悪魔風の姿になる。性格も気品さと残虐さを合わせたものになり、口調も「ぶちのめす」など正義の味方にあまり似合わないものとなる。成長した後の姿や性格は本人の願望を表すものであり、彼女が破壊願望を秘めていることを示している。武器は三つ叉の槍の「デビルハープーン」。
高杜くるみ/メタモルパープル声 - 鉄炮塚葉子
咲慧のクラスメートで、子役タレントをしていて多忙。代表作は「チベットの少女」。一人称は「くるみ」。強気な性格で口が悪く、同じ班でマイペースのもえ子とは特に気が合わない。特別編では大文字長官に好意を抱いている様が描かれている。他のメンバーを名字で呼ぶのが特徴だが、2話の一場面では捺紀を名前の方で呼んでいる。名字で相手を呼ぶのは、名前で呼ぶことで特別視したその相手を心に刻んでしまうことを嫌がっているため。なので呼びにくい「ボンバイエ」という名字ですらそれを通した。例外は自分自身と先代レッドのまなみ、個別EDの咲慧のみ。カラード特性は「紫」
成長（変身）後は胸部分に十字の切れ込みが入ったナース姿になる。武器は緑色の薬液が入った「巨大注射器」。針だけを砲弾のように飛ばすことも可能。決め台詞は「愛と悲しみのナース」「ズブっといくわよ！」
宇宙刑事シャトナー/大紋寺激声 - 若本規夫
銀河警察連邦から地球に派遣された宇宙刑事で、メタモルVの長官。普段は学校の保健医をしている。38歳。過去の戦闘（ゾルバ星系事件）で左足を負傷しており、その障害で戦闘モードに変身出来ない。現地保護条例によって現地の住人、咲慧達を代理刑事として任命、メタモルVとして戦わせている。
シャトナーとして登場するときは白い全身タイツに頭部に球状アンテナを付け、胸の辺りから股間の方向に下矢印があるという奇抜なデザインになっている。これは銀河警察連邦の制服だが、本人は「そんな所をジロジロ見るなっ！」とのこと。敵との戦闘では頭のアンテナから「ボルトフラッシュ」という閃光を放ち、目くらましで作戦を考える時間を稼ぐ。「ボルトメディカル」によって成長抑止剤の効果を無効化したこともある。登場時の音楽は実際に現場にも流れている模様。戦闘後には戦闘の評価をする。戦力の増強としてカラード特性を持つ者を常に探しており、咲慧の勧誘に関しては敵をおびき寄せてわざと遭遇させ、半ば強制的に任命するなどかなり強引な一面がある。
志小城まなみ声 - 野上ゆかな（ドラマCD）
先代のメタモルレッド。以前の戦いで負傷したため、変身ブレスレットを返却して引退、転校。ゲーム本編には直接登場しないが、未だにメンバーの心象に残り続けている。カラード特性は「赤」。ドラマCDの出番や公式ファンブックなどに記載がある。
宇宙刑事シャロン声 - 新山志保
シャトナーの元教え子で宇宙刑事。3年前まではパートナーをしていた。紫色の髪をした大人の女性。28歳。デラックスの追加シナリオである特別編で登場する。性格は生真面目で料理上手。過去にシャトナーと何かあったらしく、一緒に行動すると方針を巡って口論となってしまう。最新の科学捜査を用いるが、シャトナーからは現場での判断力や勘が未熟であると判断されている。また科学捜査が専門であるため、シャトナーのように戦闘モードの変身はできない。
戦闘時にはシャトナーと同じく白の全身タイツに胸の部分に赤い星があるというこれまた奇抜なデザインの制服を着ており、シャトナーと共に「ツインボルトフラッシュ」を放った。シャトナーと違って格好を恥ずかしがってはいない。シャトナーへの好意を持つくるみからは、「恋敵」として反感意識を持たれている。カラード特製「ライトパープル」を持つ。

### アドニス帝国
アドニス皇帝声 - 滝口順平
第17代アドニス皇帝。62歳。アドニス星の独裁者であったが、クーデターにあい母星を脱出する。宇宙の放浪の末に以前から存在を察知していた地球に辿りつき、征服しようと企む。中でも日本に王政支配がないことに目を付けて侵略を開始する。その身に怒りの炎を纏っており、攻撃にも炎を使う。
グラムス王子声 - 置鮎龍太郎
アドニスの息子。生化学者としても名を知られており、成長抑止剤を始めとした様々な薬を開発する。争いは好まず、侵略については「理想に反する」としているが、帝国（家族）のためにその力を尽くしている。
エリカ・フォン・レーベンバウワー/エリカ・ボンバイエ声 - 山本百合子
第4話で登場。南アメリカのブブンガ共和国からの転校生。褐色の肌に金髪、口元にほくろがある。Aランクのカラード特性「オレンジ」を持っていたため、スカウト対象として目を付けられる。明るくサバサバした性格だが現実主義で用心深い。
正体はアドニスの娘で、アドニス帝国の王女。性格はとても凶暴で、アドニス星時代では「地獄姫」と呼ばれ恐れられていた。メタモルVを分裂させるため、グラムスの作った薬で子供になり、咲慧たちのクラスに転入してくる。その時には人格操作によって姫としての記憶はなく、異星人反応も隠蔽していた。麗子の心を掴んで友人となり、裏切らせて咲慧たちに成長抑止剤を投与する作戦を成功させるが、直後その麗子をも裏切って命を狙うというあくどさを持つ。武器は鎖付き鉄球の「プリンセス・プラネット」。
ダンディ男爵声 - 岸野幸正
アドニスの腹心。脳以外を機械にしたサイボーグ貴族。必殺技は目からの光線「アイアロー」と口からの光の矢「マウスアロー」。「忠誠の帽子」を身につけ、無限の回復力を持つ。「冥土の土産」として色々教えてくれるという悪役の浪漫を体現している。
グミーン声 - 龍田直樹
アドニスの農奴で爵位は無いサイボーグ農民。命令によって地球を農地に変えようとしており、クワでアスファルトごと耕す地震攻撃「ランドクエイク」をしてくる。
ガンマ星人声 - 大本眞基子
特別編に登場。新種の異星人であり、アドニス皇帝の一派ではない。銀河警察連邦には未所属。緑色のタコ型異星人で、地球にとある目的で来訪している。非人間型で高度な文明を持つ異星人はかなり珍しい模様。恒星間航行能力を持つアダムスキー型円盤宇宙船を操るが、変身したブルーからは「旧式」と分析されていた。かなり高いプライドを持ち、地球人類を「下等生物」と断じているが、惑星戦争の意志はなく干渉を持とうとはしていない。だが実際には港町で行動した際にかなりの目撃をされており、地元の少女に話しかけるなど迂闊な行動をしている。「我々は」とは言うものの登場するのは一個体だけである。昔から地球には来訪しており、「5年に一度」という台詞からかなりの頻度であることがうかがえる。武器は「リング光線」が出るスペースガン。

## システム
ALIS（Active Language Interactive System）
独自の選択肢システム。通常のアドベンチャーゲームのように画面に選択肢が出てそれを選ぶというものではなく、選択肢を選ぶ場面になると咲慧（もしくはメタモルレッド）の頭上辺りにマークが出現、その場の対応として強気（方向キー上）、弱気（方向キー右）、冷静（方向キー左）を選択する。選択する際に、咲慧の表情がそれに応じたものになる。これによって話の流れが多少変わったり、好感度の増加に変化がある。また時間制限がある。
キーワードと合成、必殺技
シナリオの展開や分岐によって「キーワード」を入手することがある。これは各話最後で必ず発生する戦闘とその直前の作戦で使用される。作戦を立てる際に入手したキーワードを2つ組み合わせ、それによって「超必殺技」を得ることが出来る。キーワードを手に入れるルートなどは各話で完全に固定であり、また必殺技を得ることが出来る組み合わせも固定である。キーワードは各話毎に存在し、引き継ぎや持ち越しなどはない。
戦闘
各話の最後で必ず発生する。5人（1話だけは4人）が変身し、悪人と戦う。画面上部にあるメタモルVのメンバーを選び、攻撃方法を選択、こちらの攻撃と相手の攻撃を行うというターン制になっている。画面下部にこちらのHPがゲージと数字で表示されている。
ただし戦闘は絶対に敗北することがない。戦闘を早く終わらせると大紋字長官の評価が良いものになり、各メンバーに割り振られる信頼値ポイントも多くなる。
信頼値とマルチエンディング
咲慧以外のメンバー4人にそれぞれ存在し、累計で600以上あると最終話で個別エンディングへと派生する。信頼度はALISでの選択、戦闘結果の他、シナリオの特定の場所でL1もしくはR1を押しているとボーナスポイントとして加算される。L1は肯定的、R1は否定的な反応であり、咲慧の立ち絵も変化する。例えばメンバーの話を肯定的に聞いている、悪役の話などを否定的に聞いているという反応になり、特定の場面で特定のキャラの信頼度が変化する。信頼度は加算されていくだけで、減算されることはない。また全員のポイントが600以下だと大紋字長官が逮捕した悪人のその後を話すものとなり、全員が600以上だと「ベストエンディング」となる。見たエンディングの種類はセーブデータのロード画面上部に表示される。

## 主題歌
オープニングテーマ「メタモルVのうた」
作詞：遠藤正二朗 / 作曲：宮内信子 / 編曲：伊豆和彦（ゲームオリジナル版）、勝又隆一（フルサイズ版） / 歌：佐倉さおり
エンディングテーマ「メタモルVよ永遠に」
作詞：遠藤正二朗 / 作曲：宮内信子 / 編曲：伊豆和彦（ゲームオリジナル版）、勝又隆一（フルサイズ版） / 歌：佐倉さおり

## 評価
PS版は電撃PlayStationDPSソフトレビューでは80、65の145点。レビュアーはムービーはPS版、ゲーム画面はSS版が良くPS版はグラフィックが今一つクリアではないが本作が初めてなら気にならない、本作オリジナルの特別編はボリュームがある、ストーリーはベタながらかけあいが面白く丁寧な出来、会話の選択での感情のバリエーションが多彩、だが展開がワンパターンで連続でやると飽きる、遠藤作品でよくある社会風刺があまりなく物足りない、変身シーンはアニメで見たかったとした。

## CD
ひみつ戦隊メタモルV ドラマCD
1998年3月25日発売。
ひみつ戦隊メタモルV ヴォーカルコレクション
1998年4月22日発売。